# Nesoptilotis flavicollis
El mielero cuelligualdo (Nesoptilotis flavicollis) es una especie de ave paseriforme de la familia Meliphagidae endémica de la isla australiana de Tasmania. Es similar en comportamiento y aspecto al mielero orejiblanco. Ha sido considerado oficialmente como una plaga para los huertos.

## Taxonomía
La especie fue descrita científicamente por el ornitólogo francés Louis Jean Pierre Vieillot en 1817, quien en principio lo clasificó dentro de la familia Melithreptus. Su epíteto proviene del latín, siendo flavus amarillo y collis garganta. Otro nombre vernáculo (común) por el que se le conoce es Come-frutos verde.

## Descripción
Se trata de un pájaro de tamaño medio dentro de los mieleros con una cola relativamente larga. Generalmente pesa en torno a los 31 g y su tamaño medio es de 31&nbap;cm. Su plumaje es de un verde oliva intenso en las partes superiores, con la cabeza plateada o grisácea y la garganta amarilla, mientras que las partes inferiores son grisáceas. Los ojos están enmarcados por amarillo y los bordes de las plumas de las alas también son amarillas. El pico es negro y los ojos son de un profundo rojo rubí. Las hembras son más pequeñas que los machos y los jóvenes son similares a los adultos, pero más pálidos.

## Distribución y hábitat
El mielero cuelligualdo es bastante común y se extiende por toda Tasmania, la isla King y el grupo Furneaux. La especie está muy extendida y no se considera amenazada.
Su hábitat natural es el bosque templado y los matorrales de la costa. Prefiere los bosques esclerófilos, tanto húmedos como secos, pero también ocupa otros hábitats como los bosques alpinos de eucalipto, los bosques abiertos de eucalipto, el bosque tropical y los matorrales costeros. También es posible encontrarlos en los campos de golf, huertas, parques y jardines.

## Comportamiento

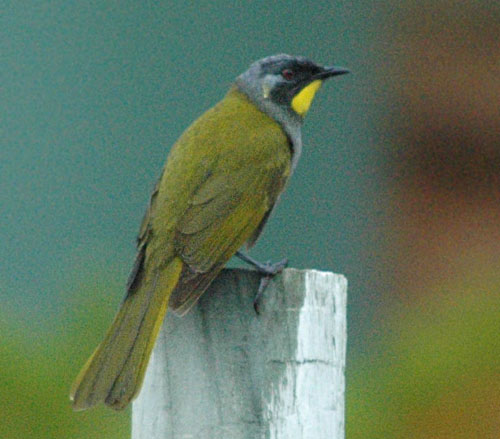

El mielero de cuello amarillo es territorial y bastante agresivo con otros mieleros, como los pardalótidos, chifladores dorados y tordos alcaudones grises, a los que persigue hasta expulsarlos de su territorio.

### Alimentación
El mielero cuelligualdo se alimenta principalmente de artrópodos, algo de néctar y, en ocasiones, de frutas y semillas. La especie desciende al suelo a por comida generalmente solos o por parejas.

### Reproducción
La reproducción tiene lugar de agosto a enero. Durante la temporada de apareamiento, las hembras se desplazan a los territorios de los machos. El nido suele estar a un metro del suelo en un arbusto bajo, pero ocasionalmente pueden ubicarse a diez metros del suelo entre el follaje. El nido es construido por la hembra a base de hierba, pedazos de corteza, hojas y telas de araña y reforzado con fibras de los árboles, lana y piel. Esta especie es conocida por obtener pelo para sus nidos de animales vivos como caballos, perros o personas. La hembra incuba los huevos y alimenta a las crias. Por lo general pone dos o tres  huevos rosados y el periodo de incubación es de aproximadamente dieciséis días. La hembra incuba los huevos ella sola y también alimenta ella sola a las crías, que permanecerán en torno a dieciséis días en el nido. El macho expulsará a la hembra y a las crías cuando sean suficientemente maduras para marcharse (generalmente en torno a las tres semanas). Esta especie es generalmente parasitada por los cucos.

### Llamadas
El Mielero de cuello amarillo realiza una gran variedad de cantos, que incluyen cantos de apareamiento, utilizado para atraer a su pareja y para proclamar la propiedad de un territorio. La llamada varía geográficamente pero esencialmente consiste en un zumbido del tipo chur-uk, chur-uk o un grito como de-wit y es utilizado durante la temporada de cría. Otra llamada habitual es un repetitivo tonk, tonk, tonk o tchook, tchook. 